# District de Vân Hồ
Le district de Vân Hồ est un district (huyện) de la province de Sơn La dans la région du Nord-ouest du Viêt Nam. Le district a été créé en 2013 en vertu de la résolution n° 72/NQ-CP du gouvernement vietnamien (entrant en vigueur le 10 juin 2013), sur la base d'une portion du district de Mộc Châu.

## Géographie

### Localisation
Les limites du district de Vân Hồ sont les suivantes :
- à l'est, il borde le district de Mai Châu dans la province de Hòa Bình.
- au sud-est, il est bordé par les districts de Mường Lát et de Quan Hóa de la province de Thanh Hóa.
- au sud-ouest, il est bordé par le district de Sop Bao dans la province de Houaphan au Laos.
- à l'ouest, il est bordé par le district de Mộc Châu.
- au nord, il borde le district de Đà Bắc dans la province de Hòa Bình, la rivière Sông Sỏe et le pont Đà Miêu.

### Géographie physique
Le district couvre une superficie de 979,84 km2, dont 638,41 km2 de terres agricoles, 28,71 km2 de terres non agricoles, et 312,72 km2 de terres inutilisées.

### Géographie administrative
Le district compte 14 communes rurales : Chiềng Khoa, Chiềng Xuân, Chiềng Yên, Liên Hòa, Lóng Luông, Mường Men, Mường Tè, Quang Minh, Song Khủa, Suối Bàng, Tân Xuân, Tô Múa, Vân Hồ et Xuân Nha.
Le siège du district se trouve dans le village de Bản Bó Nhàng au sein de la commune de Vân Hồ.

## Population et société

### Démographie
En 2013,la population du district s'élevait à 55 797 habitants.

## Sources
- (vi) Cet article est partiellement ou en totalité issu de l’article de Wikipédia en vietnamien intitulé « Vân Hồ » (voir la liste des auteurs).